# Векілова Лейла Махат-кизи
Векилова Лейла Махат-кизи (азерб. Leyla Mahad qızı Vəkilova; 29 січня 1927, Баку — 20 лютого 1999, Баку) — азербайджанська радянська балерина, народна артистка СРСР (1967).
Учениця Гамер Алмасзаде. З 1943 року працювала в Азербайджанському театрі опери та балету ім. Ахундова, з 1972 репетитор. У 1976—1982 — керівник Ансамблю танцю Азербайджану.
Серед відомих партій — Одетта (Чайковський, «Лебедине озеро»), Жізель (Адольф Шарль Адам, «Жізель»), Спляча красуня (Чайковський, «Спляча красуня»), Айша (Караєв, «Сім красунь»), Ширін (Аріф Меліков, «Легенда про любов») та інші. Також знімалася у низці фільмів.